# Vinary (ort i Tjeckien, lat 50,29, long 15,43)
Vinary är en ort i Tjeckien. Den ligger i den centrala delen av landet, 70 km öster om huvudstaden Prag. Vinary ligger 253 meter över havet och antalet invånare är 457.
Terrängen runt Vinary är platt. Runt Vinary är det ganska tätbefolkat, med 124 invånare per kvadratkilometer. Närmaste större samhälle är Jičín, 17,3 km norr om Vinary. Trakten runt Vinary består till största delen av jordbruksmark.